# Tephritis duguma
Tephritis duguma
 es una especie de insecto díptero que Dirlbek describió científicamente por primera vez en el año 1975.
Esta especie pertenece al género Tephritis de la familia Tephritidae.